# Jaime Nava Rueda
Jaime Nava Rueda o James Nava, Valladolid, (19 de junio de 1969) es un novelista, asesor militar y de inteligencia e inversor financiero hispano-estadounidense.[cita requerida]

## Biografía
James Nava (Jaime Nava) nació en 1969 y cuenta con una formación multidisciplinar en Estudios Norteamericanos, Escritura Creativa y Filosofía. Sirvió como voluntario en una unidad de elite del ejército, donde ingresó a los 17 años, y ha desarrollado sus áreas de interés profesional en el ámbito de las Fuerzas Especiales y la Comunidad de Inteligencia de los Estados Unidos, sobre las que tiene un gran conocimiento. Actualmente, es asesor militar y de inteligencia en activo e inversor privado. Además, ocasionalmente, enseña Escritura Creativa. Es un intelectual preocupado especialmente por todo lo relacionado con Estados Unidos y temas de actualidad.
Su obra literaria abarca la novela y el ensayo, y entronca directamente con la literatura popular norteamericana. Sus argumentos desarrollan tramas de thriller político, espionaje, aventuras, acción, western thriller, eco-thriller y épica deportiva, sin olvidar el romance, el misterio y el humor.
Es un apasionado de los lobos, los espacios naturales del Oeste estadounidense, y de la cultura nativa india y estadounidense, entre otros muchos temas.
Como analista está especializado en asuntos estadounidenses, política internacional, ecología, seguridad y defensa. Como comando, en trabajos de Inteligencia y Operaciones Especiales.

## Obra literaria
- Conspiración (Sánchez & Sierra Editores, 2006)

- El Infiltrado (Sánchez & Sierra Editores, 2007)

- El agente protegido (Sniper Books, 2011)

- Tierra de sueños (Sniper Books, 2012)

- El equipo ejecutivo (Sniper Books, 2013)

- Lobo gris, (Sniper Books, 2014)

- El refugio de los lobos (Sniper Books, 2014)

- Valor de Veterano (Sniper Books,2017)

- El Sueño del Oeste (Sniper Books,2017)

- Jinetes de Honor (Sniper Books,2018)

## Ensayos
- Estados Unidos: La Tierra prometida
- Liderazgo Americano
- El sueño americano
- Poder americano
- América
- Debate Americano